# Metilquercetagetina 6-O-metiltransferasi
La metilquercetagetina 6-O-metiltransferasi è un enzima appartenente alla classe delle transferasi, che catalizza la seguente reazione:
S-adenosil-L-metionina + 5,6,3',4'-tetraidrossi-3,7-dimetossiflavone ⇄ S-adenosil-L-omocisteina + 5,3',4'-triidrossi-3,6,7-trimetossiflavone
Gli enzimi di Chrysosplenium americanum metilano anche la 3,7,3'-trimetilquercetagetina alla posizione 6. Non agisce sui flavoni, diidroflavonoli o sui loro glicosidi.